# Двуличие
„Двуличие“ (на английски: Duplicity) е щатски романтична криминална комедия от 2009 г., написан и режисиран от Тони Гилрой и във филма участват Джулия Робъртс и Клайв Оуен. Филмът е пуснат на 20 март 2009 г.